# هز كتف

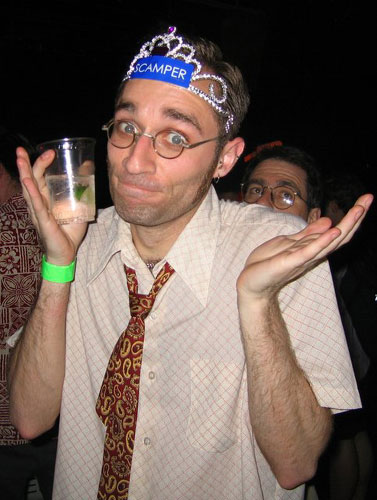
رجل يهز كتفيه تجاه الكاميرا.

هز الكتفين أو التّلوّي هو إيماءة تُجرى برفع الكتفين. تُستعمل للعبير عن اللا مبالاة أو عدم المعرفة. هز الكتفين هو شعار، بمعنى أنه يدمج مفردات ثقافات معينة فقط ويمكن استخدامه بدلاً من الكلمات. ويُستخدم أيضاً عند تجاهل سؤال ما. وقد يُبرَزُ أكثر برفع الحواجب ورفع البراطم أو التعبس المبالغ فيه، أو بتمييل الرأس أو رفع الكفوف. يشيع استخدامه في الثقافة الغربية. فبدلاً من قول «لا أعلم»، يمكن للمرء ببساطة أن يهز كتفيه. في المناطق الناطقة بالإنجليزية، قد يكون مصحوبًا بنخر من ثلاثة مقاطع لفظية أو غمغمة يحاكي نغمة «لا أعرف».
هزات الكتف قد تكون عرضاً من أعراض التشنجات اللاإرادية لمتلازمة توريت.

## الإيموجي
يُضمّن إيموجي هز الكتف ¯/_(ツ)_\¯، باستعمال الحرف الياباني "ツ" من أبجدية الكاتاكانا.